# توکوماخ (جاوجا)
توکوماخ (به اسپانیایی: Tukumach'ay) یک کوه در پرو است که در Peru, Junín Region واقع شده‌است. توکوماخ ۵٬۳۵۰ متر بالاتر از سطح دریا واقع شده‌است.